# Allethrine
Allethrine, de triviale naam voor (2-methyl-4-oxo-3-prop-2-enylcyclopent-2-en-1-yl) -2,2-dimethyl-3- (2-methylprop-1-enyl)cyclopropaen-1-carboxylaat, is een aan pyrethrine verwante organische verbinding met als brutoformule C19H26O3. Het is een lichtgele, viskeuze vloeistof, die erg schadelijk is voor het milieu. De toxiciteit voor mensen is vrij laag. Allethrine wordt gebruikt als insecticide. Het trans-isomeer van allethrine is d-allethrine.

## Toxicologie en veiligheid
De stof ontleedt bij verhitting boven 400°C, met vorming van irriterende dampen.